# Thorstein Veblen
Thorstein Veblen (ur. 30 lipca 1857 w Cato, zm. 3 sierpnia 1929 w Menlo Park) – ekonomista i socjolog amerykański pochodzenia norweskiego. Za życia znany ze swojej krytyki kapitalizmu.

## Kariera naukowa

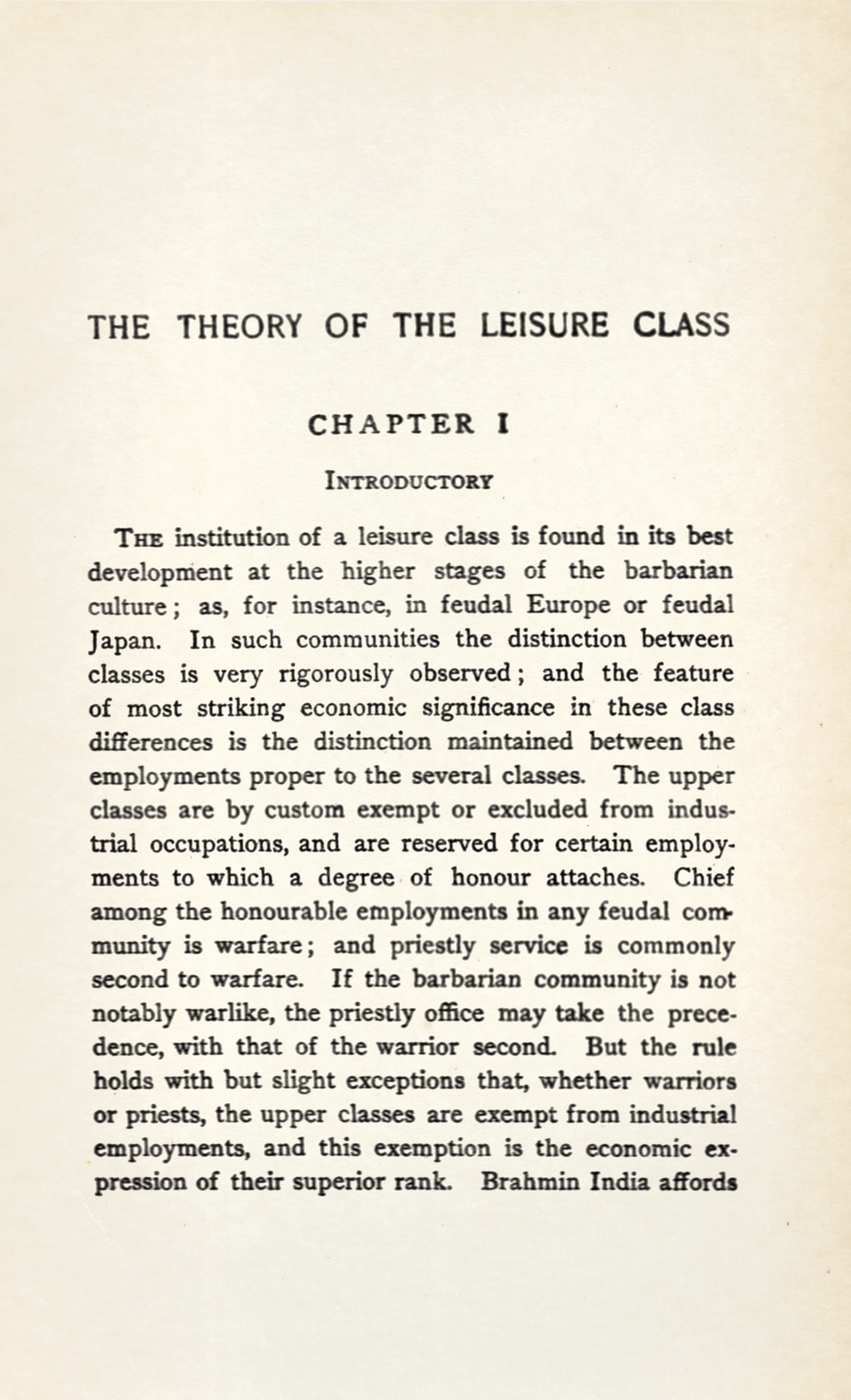
Theory of the leisure class, 1924

W 1891 objął stanowisko wykładowcy ekonomii na Uniwersytecie Chicagowskim. Sławę i uznanie oraz ostre ataki polemistów przyniosła wydana w 1899 Teoria klasy próżniaczej (The Theory of the Leisure Class), podstawowe dzieło instytucjonalizmu. Doktryna ekonomiczna Veblena została następnie wyłożona szerzej w Teorii przedsiębiorstwa (The Theory of Business Enterprise, 1904).
W późniejszych latach Veblen wykładał na Uniwersytecie Stanforda (1906–1909) i Uniwersytecie Missouri (1911–1918). W czasie I wojny światowej na krótko zatrudnił się w administracji do spraw wyżywienia. W latach 1918–1926 wykładał także w nowo założonej New School for Social Research.
W tym okresie ukazały się kolejne prace Veblena: Instynkt dobrej roboty (The Instinct of Workmanship, 1914), Imperialne Niemcy i rewolucja przemysłowa (Imperial Germany and the Industrial Revolution, 1915) oraz Własność wyobcowana i działalność przedsiębiorcza w ostatnim okresie: przypadek Ameryki (Absentee Ownership and Business Enterprise in Recent Times: The Case of America, 1923).

## Poglądy
Veblen wyróżnił 4 stadia rozwoju kulturowego człowieka: erę dzikości, erę barbarzyństwa, stadium quasi-pokojowego rozwoju wytwórczości oraz fazę pokojowej organizacji wytwórczości. Twierdził, że klasa próżniacza jest najlepiej widoczna w najwyższych stadiach ery barbarzyństwa. Jej cechą charakterystyczną jest bezproduktywność oraz próżnowanie na pokaz (bezproduktywne spędzanie czasu, świadczące o finansowych możliwościach danego człowieka). Zdaniem Veblena klasa próżniacza, dzięki swojej liczebności, kształtuje i podtrzymuje nawyki w kwestii dobrego smaku i estetyki. Dzielił on zawody na pieniężne (utrwalające cechy łupieżczego ducha), nieekonomiczne i produkcyjne.
Veblen podjął się również pierwszej próby zdefiniowania „czasu wolnego”. Czas wolny oznaczał dla niego całość czasu poza czasem pracy, który decyduje o społecznym usytuowaniu jednostki i o jej przynależności do określonej klasy społecznej.

## Tłumaczenia na język polski
- Teoria klasy próżniaczej wyd I: tł. Janina i Krzysztof Zagórscy, wstęp Janusz Górski, Warszawa 1971, Państwowe Wydawnictwo Naukowe, seria Biblioteka Socjologiczna, wyd II: tł. Janina Frentzel-Zagórska, Warszawa 1998, Wydawnictwo Literackie Muza, seria Spectrum, ISBN 83-7200-105-7; wyd III: Warszawa 2008, Wydawnictwo Literackie Muza, seria Spectrum, ISBN 978-83-7495-459-4 (The Theory of the Leisure Class 1899)